# Galerie w Warszawie

## Galerie sztuki współczesnej
| Galeria                                              | Opis                                                                                               | Adres                                          |  |  |
| Galeria 101 Projekt                                  | Galeria Sztuki Współczesnej i Dom Aukcyjny                                                         | ul. Wilcza 55/63 lok.6                         |  |  |
| Galeria Aula ASP                                     | | ul. Krakowskie Przedmieście 5                  |  |  |
| CSW Zamek Ujazdowski                                 | | Al. Ujazdowskie 6                              |  |  |
| Galeria Dawid Radziszewski                           | | ul. Krochmalna 3                               |  |  |
| Galeria Grafiki i Plakatu, N. Rozwadowska, A. Stroka | Galeria Sztuki Współczesnej, Warszawa. Grafika, Plakaty, Malarstwo.                                | ul. Hoża 40                                    |  |  |
| Galeria Blue-S                                       | Galeria Sztuki Współczesnej, Warszawa, Ursynów. Malarstwo Polskie, Obrazy Olejne, Grafika, Rzeźba. | ul. Bociania 28/29                             |  |  |
| Galeria Foksal17                                     | Galeria Sztuki Współczesnej, Warszawa. Malarstwo Polskie, Obrazy Olejne, Grafika, Rzeźba.          | ul. Foksal17b lok. 58                          |  |  |
| Galeria Foksal                                       | | ul. Foksal 1/4                                 |  |  |
| Fundacja Galerii Foksal                              | | ul. Górskiego 1A                               |  |  |
| Fundacja Profile                                     | | ul. Franciszkańska 6                           |  |  |
| Galeria Kordegarda                                   | | ul. Krakowskie Przedmieście 15/17              |  |  |
| Królikarnia                                          | | ul. Puławska 113a                              |  |  |
| Galeria Le Guern                                     | | ul. Widok 8                                    |  |  |
| Galeria Milano                                       | | ul. J. Waszyngtona 2a                          |  |  |
| Lokal 30                                             | | ul. Wilcza 29A/12                              |  |  |
| Galeria m2                                           | | ul. Oleandrów 6                                |  |  |
| MW WW Gallery                                        | Galeria Polskiej Młodej Sztuki                                                                     | ul. Burakowska 15, 01-066 Warszawa             |  |  |
| Galeria Okna                                         | | ul. Jazdów 2                                   |  |  |
| Galeria Plac Zamkowy                                 | Galeria sztuki malarstwo, grafika oraz rzeźba                                                      | Plac Zamkowy 1/13, 00-267 Warszawa             |  |  |
| Galeria Propaganda                                   | Galeria sztuki współczesnej                                                                        | ul. Foksal 11/1, 00-372 Warszawa               |  |  |
| Raster                                               | | ul. Wspólna 63                                 |  |  |
| Galeria Schody                                       | | ul. Nowy Świat 39                              |  |  |
| Galeria SD                                           | Galeria Sztuki Współczesnej malarstwo, grafika, rzeźba                                             | Al. J. Ch. Szucha 8                            |  |  |
| Galeria Stereo                                       | | ul. Miedziana 11                               |  |  |
| Galeria Studio                                       | | pl. Defilad 1                                  |  |  |
| Galeria TEST                                         | | ul. Marszałkowska 34/50                        |  |  |
| Galeria Sztuk Pięknych                               | | ul. Obrońców 12                                |  |  |
| Galeria WZ                                           | stacjonarna i internetowa Galeria Sztuki Współczesnej                                              | ul.Krakowskie Przedmieście 85, 00-079 Warszawa |  |  |
| Galeria XX1                                          | | Al. Jana Pawła II 36                           |  |  |
| Galeria Zachęta                                      | | pl. Małachowskiego 3                           |  |  |
| Galeria Zakręt                                       | |                                                |  |  |

## Domy aukcyjne, antykwariaty
| Galeria                                                 | Opis | Adres |  |
| Galeria sztuki afrykańskiej „Afryka”                    | Galeria wystawia i sprzedaje oryginalne, ręcznie wykonane eksponaty z kamienia, drewna i trawy kultury afrykańskiej z Zimbabwe, Tanzanii, Kenii, Mozambiku, Malawi i Zambii. | |  |
| Galeria Alisar                                          | Galeria prezentuje dzieła głównie polskich malarzy dawnych jak i współczesnych. W jej murach zorganizowano wystawę obrazów powstałych w ramach Międzynarodowego Pleneru PlastycznegoCZARTOWSKO 2004 | ul. Wielicka 42                                                                                                   |  |
| Galeria Apollon                                         | Galeria i antykwariat sztuki. Wystawia głównie obrazy malarzy współczesnych m.in. Barbary Jaśkiewicz | ul. Rokosowska 4                                                                                                  |  |
| Galeria Art Office                                      | Galeria, która prócz wystawiania prac artystów, zajmuje się dekoracją wnętrz i wypożyczaniem dzieł sztuki (obrazy, grafiki i zdjęcia) osobom prywatnym głównie biur. Galeria wynajmuje również obrazy ze zbiorów Narodowej Galerii Sztuki „Zachęta”.                                                                       | ul. Krasińskiego 35a                                                                                              |  |
| Galeria Arex                                            | | ul. Chopina 5b |  |
| Dom Aukcyjny Polswiss Art                               | | ul. Wiejska 20 |  |
| Galerie Sztuki Katarzyny Napiórkowskiej                 | | ul. Świętokrzyska 32 ul. Puławska 17 ul. Krakowskie Przedmieście 42/44 (hotel Bristol) Rynek Starego Miasta 19/21 |  |
| Passe Partout Galeria Przedmiotów i Usług Artystycznych | | ul. Mokotowska 52                                                                                                 |  |
| Wejman Gallery                                          | Galeria sztuki, malarstwo, grafika oraz rzeźba. Prezentacja najciekawszych zjawisk polskiej sztuki XX wieku. | ul. Jaracza 8, 00-378 Warszawa                                                                                    |  |
| White Space Auction                                     | Dom aukcyjny i galeria sztuki współczesnej mieszcząca się w Centrum Kreatywności Targowa na warszawskiej Pradze. Galeria White Space promuje sztukę najnowszą – głównie malarstwo. White Space Auction to twórcy młodego pokolenia jak i artyści z solidnym dorobkiem artystycznym jak na przykład Wojciech Ćwiertniewicz. | ul. Targowa 56, 03-733 Warszawa                                                                                   |  |

## Galerie grafiki i designu
| Galeria                                              | Opis | Adres                   |
| Galeria Polskiego Plakatu                            |      | Rynek Starego Miasta 23 |
| Galeria Grafiki i Plakatu, N. Rozwadowska, A. Stroka |      | ul. Hoża 40             |

## Galerie fotograficzne
| Galeria                | Opis | Adres                          |  |
| Galeria 65             |      | ul. Bema 65                    |  |
| Galeria Eufemia        |      | ul. Krakowskie Przedmieście 5  |  |
| Green Gallery          |      | ul. Krzywe Koło 2/4            |  |
| Galeria Jabłkowskich   |      | ul. Chmielna 21                |  |
| Galeria Luksfera       |      | ul. Ząbkowska 27/34            |  |
| Galeria Obok ZPAF      |      | Plac Zamkowy 8                 |  |
| Galeria Schody         |      | ul. Nowy Świat 39              |  |
| Galeria Willa Struvego |      | ul. Piękna 44a                 |  |
| Yours Gallery          |      | ul. Krakowskie Przedmieście 33 |  |

## Galerie literackie
| Galeria                       | Adres            |
| Warszawska Galeria Ekslibrisu | ul. Grójecka 109 |

## Galerie przyrodnicze
| Galeria           | Adres            |
| Galeria Azjatycka | ul. Freta 5      |
| Galeria Myśliwska | ul. Tarczyńska 1 |